# 여객

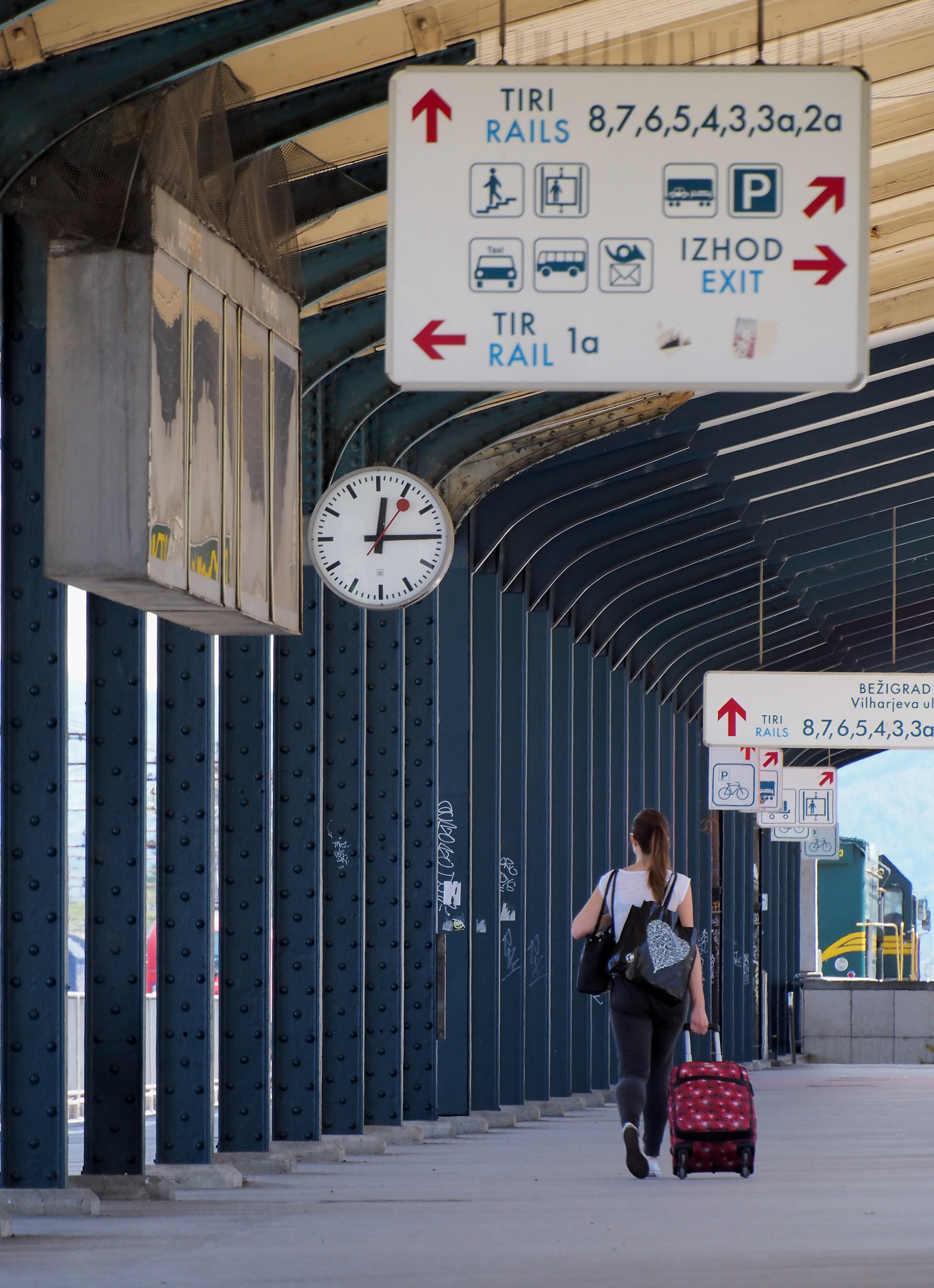
한 기차역의 승객

여객(旅客, 문화어: 려객)은 목적지로 이동하기 위해 교통에 탑승 · 승차 · 승선하는 사람을 말한다. 차량을 타고 여행하지만 해당 차량이 목적지에 도착하거나 차량을 운행하는 데 필요한 작업에 대해 어떠한 책임도 지지 않는 사람이다. 탑승 차량으로는 자전거, 버스, 자동차, 여객 열차, 여객기, 선박, 연락선, 퍼스널 워터크래프트, 전지형차, 설상차 등이 올 수 있다. 여객은 목적지로 이동하기 위한 비용을 지불하여 승차권 등을 구입하고 여객은 목적지까지 수송된다.
승무원(있는 경우)과 차량의 운전자 또는 조종사는 일반적으로 승객으로 간주되지 않는다. 예를 들어, 항공 승무원은 근무 중 승객으로 간주되지 않으며 선박 내 주방이나 식당에서 일하는 사람, 청소 직원도 동일하다. 회사 업무로 차량을 운전하더라도 다른 사람은 승객으로 간주된다.

## 같이 보기
- 차량